# Pays-Bas aux Jeux olympiques d'été de 1968
Les Pays-Bas participent aux Jeux olympiques d'été de 1968 à Mexico au Mexique. 107 athlètes néerlandais, 82 hommes et 25 femmes, ont participé à 52 compétitions dans onze sports. Ils y ont obtenu sept médailles : trois d'or, trois d'argent et une de bronze.

## Médailles
| Médaille | Discipline | Épreuve                      | Athlète                                                 | Performance | Date |
| -------- | ---------- | ---------------------------- | ------------------------------------------------------- | ----------- | ---- |
| Or       | Aviron     | Skiff                        | Jan Wienese                                             |             |      |
| Or       | Cyclisme   | Contre-la-montre par équipes | Joop Zoetemelk Fedor den Hertog Jan Krekels René Pijnen |             |      |
| Or       | Natation   | 200 m papillon femmes        | Ada Kok                                                 |             |      |
| Argent   | Aviron     | Deux de couple               | Harry Droog Leendert van Dis                            |             |      |
| Argent   | Aviron     | Deux barré                   | Herman Suselbeek Hadriaan van Nes Roderick Rijnders     |             |      |
| Argent   | Cyclisme   | Tandem                       | Leijn Loevesijn Jan Jansen                              |             |      |
| Bronze   | Athlétisme | 800 m femmes                 | Maria Gommers                                           |             |      |